# Brandon Lloyd
Pour les articles homonymes, voir Lloyd.
(en) Statistiques sur pro-football-reference
Brandon Matthew Lloyd, né le 5 juillet 1981 à Kansas City (Missouri), est un joueur américain de football américain évoluant au poste de wide receiver.

## Biographie
Étudiant à l'université de l'Illinois à Urbana-Champaign, il joua pour les Fighting Illini de l'Illinois.
Il fut drafté en 2003 à la 124e place (quatrième tour) par les 49ers de San Francisco. Dès son premier match, il se fait remarquer en bloquant un Punt contre les Chicago Bears. Le 2 novembre 2003, il capte sa première passe pour un Touchdown contre les St Louis Rams, saison qu'il finit avec 14 réception, pour 212 yards et 2 touchdowns. En 2004, lors de sa seconde saison en NFL, il capte 43 passes, 565 yards et 6 touchdowns et pour sa dernière saison chez les 49ers de San Francisco, il quitte le club avec une dernière saison à 48 réception, 733 yards et 5 touchdowns.
En 2006, il rejoint les Redskins de Washington en temps lors d'un échange avec les 49ers de San Francisco. Sa première saison à Washington est un échec attrapant 23 passes pour aucun touchdown, il est donc bien loin de ses standards habituels. Après une seconde mauvaise saison en 2007 avec seulement 21 balles attrapés pour 315 yards, il est libéré par les Redskins de Washington.
En 2008, il rebondit chez les Bears de Chicago avec un contrat de 1 an, malgré un bon début de saison et des retrouvailles avec son coach universitaire, il ne réussit pas à devenir un receveur production la cause à une blessure qui le tient éloigné des terrains pendant plusieurs semaines et son mauvais comportement déjà noté chez les Redskins lui ont valu d'être écarté des terrains pendant plusieurs semaines par le Staff. Il est finalement libéré au bout d'une saison.
En 2009, il signe aux Broncos de Denver où il retrouve le Quaterback des Bears de Chicago Kyle Orton échangé au Broncos, il signe un contrat de 1 an. Chez les Broncos, il montre son pleins potentiel mais signe une saison 2009 très faible à la suite d'une blessure et d'un manque de confiance cependant lors de la saison 2010, il réceptionne 77 passes et inscrit 11 touchdowns et signe-là sa seule saison à plus de 1000 yards et à plus de 10 touchdown.
Le 17 octobre 2011, il rejoint les Rams de Saint-Louis dans un nouvel échange, il passe les 51 receptions, les 683 yards et 5 touchdowns. 
Le 17 mars 2012, il signe pour les Patriots de la Nouvelle-Angleterre dans ce qui sera sa dernière saison régulière complète en NFL, il finit la saison à 74 réception, 911 yards et 4 touchdowns. Malgré cette bonne saison, son âge commençant à avancer lui coute sa place et il est libéré par les Patriots.
Après une saison blanche en 2013 où il ne trouve pas d'équipe, il signe pour une saison chez les 49ers. Le 22 octobre 2015, il annonce son retrait après 11 saisons en NFL. Sa carrière aura été gênée par plusieurs blessures et un comportement hors du terrain laissant à désirer.

## Statistiques
| Année              | Équipe                             | MJ                 |     | Passes réceptionnées | Passes réceptionnées | Passes réceptionnées | Passes réceptionnées |       | Courses | Courses | Courses | Courses |  | Fumbles | Fumbles |
| Année              | Équipe                             | MJ                 | Nb. | Yards                | Moy.                 | TD                   | Nb.                  | Yards | Moy.    | TD      | Nb.     | Perdus  |  |         |         |
| 2003               | 49ers de San Francisco             | 16                 | 14  | 212                  | 15,1                 | 2                    | -                    | -     | -       | -       | 0       | 0       |  |         |         |
| 2004               | 49ers de San Francisco             | 13                 | 43  | 565                  | 13,1                 | 6                    | -                    | -     | -       | -       | 0       | 0       |  |         |         |
| 2005               | 49ers de San Francisco             | 16                 | 48  | 733                  | 15,3                 | 5                    | -                    | -     | -       | -       | 1       | 1       |  |         |         |
| 2006               | Redskins de Washington             | 15                 | 23  | 365                  | 15,9                 | 0                    | -                    | -     | -       | -       | 1       | 1       |  |         |         |
| 2007               | Redskins de Washington             | 8                  | 2   | 14                   | 7                    | 0                    | -                    | -     | -       | -       | 0       | 0       |  |         |         |
| 2008               | Bears de Chicago                   | 11                 | 26  | 364                  | 14                   | 2                    | -                    | -     | -       | -       | 0       | 0       |  |         |         |
| 2009               | Broncos de Denver                  | 2                  | 8   | 117                  | 14,6                 | 0                    | -                    | -     | -       | -       | 0       | 0       |  |         |         |
| 2010               | Broncos de Denver                  | 16                 | 77  | 1 448                | 18,8                 | 11                   | 1                    | -18   | -18     | 0       | 0       | 0       |  |         |         |
| 2011               | Broncos de Denver                  | 4                  | 19  | 283                  | 14,9                 | 0                    | -                    | -     | -       | -       | 1       | 0       |  |         |         |
| 2011               | Rams de Saint-Louis                | 11                 | 51  | 683                  | 13,4                 | 5                    | -                    | -     | -       | -       | 1       | 0       |  |         |         |
| 2012               | Patriots de la Nouvelle-Angleterre | 16                 | 74  | 911                  | 12,3                 | 4                    | -                    | -     | -       | -       | 0       | 0       |  |         |         |
|                    |                                    |                    |     |                      |                      |                      |                      |       |         |         |         |         |  |         |         |
| 2014               | 49ers de San Francisco             | 14                 | 14  | 294                  | 21                   | 1                    | -                    | -     | -       | -       | 0       | 0       |  |         |         |
| Totaux en carrière | Totaux en carrière                 | Totaux en carrière | 399 | 5 989                | 15                   | 36                   | 1                    | -18   | -18     | 0       | 4       | 2       |  |         |         |